# کندرود (شبستر)
کندرود یکی از روستاهای استان آذربایجان شرقی است که در دهستان میشو جنوبی بخش صوفیان شهرستان شبستر واقع شده‌است. مردم روستا شیعه مذهب بوده و زبان گفتاری آنها ترکی آذربایجانی می‌باشد.

## جغرافیا
روستای کندرود در ۱۵ کیلومتری جادهٔ صوفیان-شبستر و در دامنهٔ کوهستان میشو و در همسایگی شهر سیس و روستاهای گل‌آباد و سرکنددیزج قرار گرفته‌است.
ارتفاع این روستا از سطح دریا، برابر با ۱٬۴۹۰ متر بوده و در مدار ۳۸ درجه و ۱۵ دقیقهٔ شمالی و ۴۵ درجه و ۵۱ دقیقهٔ شرقی واقع شده‌است.

## محله‌ها
روستای کندرود دارای چهار محله اصلی بوده که با نام کوچه آن در زبان محلی نامیده می‌شود که عبارتند از آشاقا کوچه، آرا کوچه، تهمز کوچه و دار کوچه.
اهالی این روستا در محله شهدای طرشت (پشت خوابگاه دانشگاه صنعتی شریف ) دارای حسینه ای بزرگ و مشهور می‌باشند.
سایت اصلی

## معیشت
اهالی روستا از راه باغداری و دامپروری کسب روزی می‌کنند. اکثر کشت و کار آنها انگور, گردو, بادام, گندم, سیب و ... می‌باشد.
اهالی روستا در ۴۰ سال اخیر به تدریج به سوی تهران کوچ کرده‌اند و اکنون تعداد خانوارهای مانده که به طور مدام در روستا زندگانی می‌کنند به ۶۰ خانوار نمی‌رسد (براساس امارسال ۱۳۸۵ روستا دارای ۱۸۷ خانوار و ۵۸۰ نفر می باشد) که بیشتر آنها افراد کهنسال را تشکیل می‌دهد و به دلیل کم شدن تعداد کودکان و نوجوانان تنها مدرسه روستا تعطیل گردیده‌است.
در تابستان این روستا به صورت محل ییلاقی برای گردش ساکنان تهرانی استفاده می‌شود که اکثر مبادرت به ساخت ساختمانی برای خود کرده‌اند.

## وجه تسمیه
در خصوص نامگذاری این روستا اطلاعات دقیقی در دست نیست ولی طبق سخنان سالخوردگان روستا به دلیل وجود رودی در کنار روستا که آب در آن به آرامی حرکت می‌کرده نام روستا "کند رود" نام گذاری شده است.

## افراد سرشناس
- محمد جعفری شاعر
- عاشیق قشم جعفری از اساتید بنام هنر عاشیقی متولد   کندرود است. شرح زندگی و اشعار  وی به زبان ترکی در کتاب عاشیق قشم جعفری‌نین یاشاییش و یارادیجیلیغی[۱] منتشر  است.

## مکان‌های دیدنی
- تفرجگاه گیلاندیس
- کوهستان می‌شو
- چشمه خوجاخانی
- شیر سنگی
- آبشار
- امام.مسجدی
- وردیکای